# هرمز دوم کوشانشاه
هرمز دوم کوشانشاه (۲۹۵–۳۰۰ میلادی) پنجمین فرمانروای کوشانشهر ساسانی بود. او نیز مانند پیشینیانش بر شرق شاهنشاهی ساسانی، یعنی سغد، بلخ و گنداره فرمان راند. اطلاعات موجود دربارهٔ او که به جای هرمز یکم برتخت نشست، تنها از طریق سکه‌هایش به دست آمده است.
سکه‌های او تا اندازه‌ای با سکه‌های کوشانی-ساسانی پیشین متفاوتند. هرمز دوم کوشانی بر روی سکه‌های خود تاجی مشابه تاج شاهنشاه ساسانی، هرمز دوم بر سر دارد.